# Donato Guerra (município)
Donato Guerra é um município do estado do México, no México.
Lista de localidades de Donato Guerra:
Batán Chico 
Batán Grande  Cabecera de Indígenas Primer Cuartel 
Cabecera de Indígenas Segundo Cuartel  Ej. de San Lucas Texcaltitlán (Sabanillas) 
El Capulín  El Zapote 
Hacienda las Galeras (Galeras)  La Fundición 
La Nopalera  Las Canoas 
Llano Redondo de Zaragoza (Llano Redondo)  Macheros 
Mesas Altas de Xoconusco  Nueva Colonia Tres Puentes 
Ranchería de San Martín Obispo  San Agustín de las Palmas (San Agustín) 
San Antonio de la Laguna  San Antonio Hidalgo (Rchría. de San Antonio) 
San Francisco Mihualtepec  San José Tilostoc 
San Juan Xoconusco  San Lucas Texcaltitlán 
San Martín Obispo (San Martín San Pedro)  San Miguel Xooltepec 
San Simón de la Laguna  Santiago Huitlapaltepec 
Vícuaros  Villa Donato Guerra